# David Braz
David Braz de Oliveira Filho (Guarulhos, 21 de maio de 1987) é um futebolista brasileiro que atua como zagueiro. Atualmente está sem clube.

## Carreira

### Palmeiras
Destro, David Braz estava no Palmeiras desde 2002, quando começou a jogar pela categoria infantil. Com a chegada de Vanderlei Luxemburgo no começo de 2008, ganhou oportunidade no time titular na conquista do Campeonato Paulista. No entanto, uma contusão o fez parar o resto da temporada. Prometendo muito, David foi seguidamente convocado para as categorias de base da Seleção Brasileira, já passando pela Sub-18.

### Panathinaikos
Tido como uma revelação pelo clube, transferiu-se para o Panathinaikos, da Grécia, obtendo sua rescisão na justiça.

### Flamengo
Em julho de 2009, o zagueiro acertou sua transferência por empréstimo para o Clube de Regatas do Flamengo, pelo período de um ano. No mesmo ano, marcou um dos gols do rubro-negro na vitória por 2 a 1 sobre o Grêmio, que deu o título do Campeonato Brasileiro ao clube.
Em julho de 2010, o Flamengo adquiriu 60% do passe do jogador, assim, garantindo a permanência dele no time.
Mesmo não se destacando anos atrás, em 2011, David Braz virou titular ao lado de Welinton.

### Santos

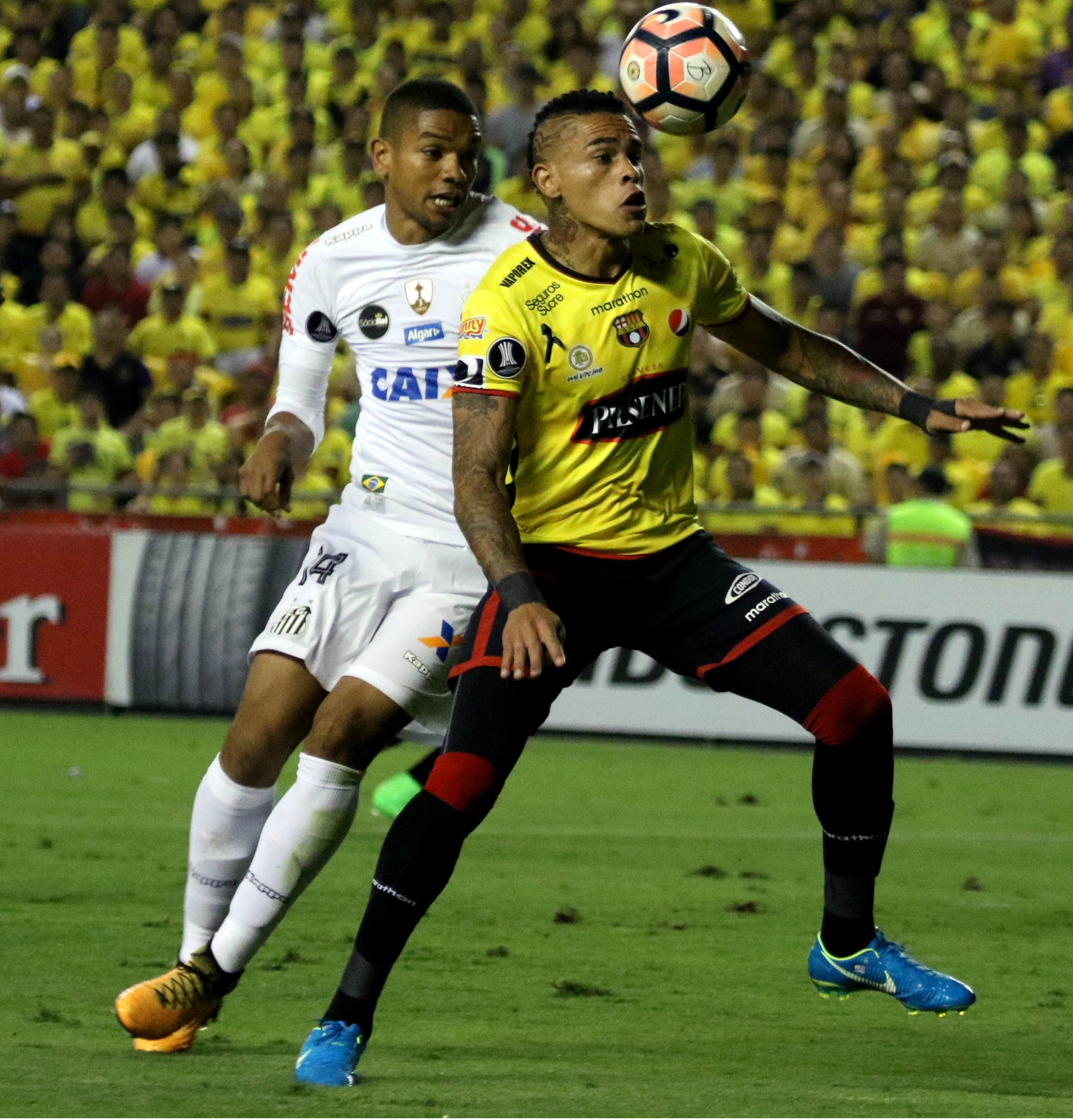
David Braz atuando pelo Santos em 2017

Em maio de 2012, o jogador foi envolvido em uma troca com o Santos juntamente com Galhardo, pelo meio-campista Ibson.
No final da temporada, após o então treinador da equipe Muricy Ramalho afirmar que o jogador não seria aproveitado, o Santos o liberou para que fosse negociado com outras equipes.

### Vitória
Em janeiro de 2013, foi confirmado o seu acerto com o Vitória por empréstimo de um ano, já que não vinha sendo utilizado pelo Santos. David Braz foi apresentado pelo clube baiano no dia 8 de janeiro.
No clube baiano, foi titular durante toda a Copa do Nordeste, primeiro torneio disputado na temporada, mas não agradou e logo perdeu a vaga para Victor Ramos. Nas partidas seguintes, não foi sequer relacionado para o banco de reservas. Ficou afastado do grupo pelo então treinador Caio Júnior durante meses, e com a chegada de Ney Franco voltou a treinar com o grupo, mas continuou sem chances de atuar, chegando a disputar partidas com o time da base na Taça Governador do Estado.

### Retorno ao Santos
No início de 2014, retornou ao Santos, que detém seus direitos até dezembro de 2015. Porém, o clube deu a entender que o jogador estaria fora dos planos para a temporada. Logo após das lesões de Edu Dracena e Gustavo Henrique, o clube voltou atrás da decisão e reintegrou David Braz na equipe. Braz acabou virando titular na reta final do Campeonato Paulista.
Em maio de 2015 conquistou o Campeonato Paulista, mantendo sua regularidade e boas atuações e inclusive estando na seleção da competição. Na final, o zagueiro marcou o primeiro gol do Peixe no tempo normal e converteu a primeira cobrança da equipe na decisão por pênaltis.
Já no dia 18 de agosto, renovou seu contrato com o Santos por mais quatro temporadas, estendendo o vínculo com a equipe até dezembro de 2019.

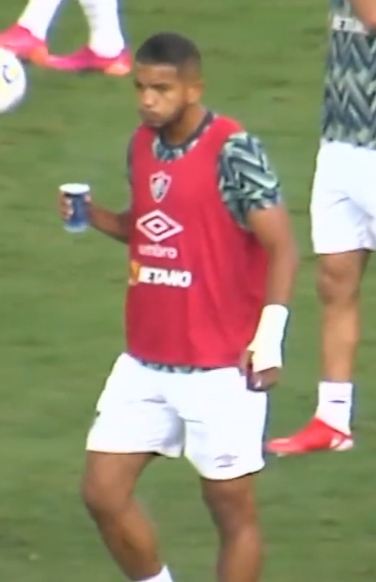
David Braz durante um pré-jogo em 2021

### Sivasspor
Em agosto de 2018, foi emprestado ao Sivasspor, da Turquia. No total pelo clube, realizou 31 partidas e marcou três gols.

### Grêmio
Em maio de 2019, foi envolvido numa troca com o Grêmio, que enviou o atacante Marinho e recebeu Braz e mais 4 milhões de reais.
Pouco mais de dois anos depois, em abril de 2021, o zagueiro rescindiu seu contrato com o tricolor gaúcho. Ao todo, David Braz atuou em 68 partidas pelo clube, com sete gols marcados.

### Fluminense
Em abril de 2021, foi anunciado como reforço pelo Fluminense.
No final de 2022, renovou seu contrato com o clube até junho de 2024, com opção de extensão até dezembro do mesmo ano.
Após três temporadas e 82 jogos e quatro gols David Braz deixou o Tricolor ao final do Campeonato Carioca 2024. Ele chegou a entrar em campo na final da Conmebol Libertadores, diante do Boca Juniors, em partida que deu o título ao clube carioca.

### Goiás
Em 18 de abril de 2024, o Goiás confirmou a contratação de David Braz. Em 17 de outubro de 2024, Thiago Galhardo, David Braz e Luiz Henrique foram afastados do Goiás após viajarem para assistir Brasil x Peru pelas Eliminatórias da Copa do Mundo no Estádio Mané Garrincha.

### Mirassol
Em janeiro de 2025, foi anunciado como reforço do Mirassol. O zagueiro assinou um contrato válido por uma temporada.
No dia 31 de julho de 2025, David Braz deixou o Mirassol. Braz chegou no início do ano de 2025 ao Leão e atuou em apenas 6 jogos na temporada, todos eles como titular e no Paulistão.

## Estatísticas
Atualizadas até 24 de julho de 2021

### Clubes
| Clube             | Temporada         | Campeonato nacional | Campeonato nacional | Copa nacional[a] | Copa nacional[a] | Competições continentais[b] | Competições continentais[b] | Outros torneios[c] | Outros torneios[c] | Total | Total |
| Clube             | Temporada         | Jogos               | Gols                | Jogos            | Gols             | Jogos                       | Gols                        | Jogos              | Gols               | Jogos | Gols  |
| ----------------- | ----------------- | ------------------- | ------------------- | ---------------- | ---------------- | --------------------------- | --------------------------- | ------------------ | ------------------ | ----- | ----- |
| Palmeiras B       | 2006              | —                   | —                   | —                | —                | —                           | —                           | 18                 | 2                  | 18    | 2     |
| Palmeiras B       | 2007              | —                   | —                   | —                | —                | —                           | —                           | 3                  | 1                  | 3     | 1     |
| Palmeiras B       | Total             | —                   | —                   | —                | —                | —                           | —                           | 21                 | 3                  | 21    | 3     |
| Palmeiras         | 2007              | 15                  | 0                   | 3                | 1                | —                           | —                           | 12                 | 0                  | 30    | 1     |
| Palmeiras         | 2008              | 2                   | 1                   | 0                | 0                | 0                           | 0                           | 6                  | 1                  | 8     | 2     |
| Palmeiras         | Total             | 17                  | 1                   | 3                | 1                | 0                           | 0                           | 18                 | 1                  | 38    | 3     |
| Panathinaikos     | 2008–09           | 3                   | 0                   | —                | —                | —                           | —                           | —                  | —                  | 3     | 0     |
| Panathinaikos     | Total             | 3                   | 0                   | —                | —                | —                           | —                           | —                  | —                  | 3     | 0     |
| Flamengo          | 2009              | 10                  | 1                   | —                | —                | 2                           | 0                           | —                  | —                  | 12    | 1     |
| Flamengo          | 2010              | 18                  | 1                   | —                | —                | 5                           | 1                           | 8                  | 0                  | 31    | 2     |
| Flamengo          | 2011              | 16                  | 0                   | 5                | 0                | 1                           | 0                           | 19                 | 1                  | 41    | 1     |
| Flamengo          | 2012              | —                   | —                   | —                | —                | 6                           | 0                           | 9                  | 1                  | 15    | 1     |
| Flamengo          | Total             | 44                  | 2                   | 5                | 0                | 14                          | 1                           | 36                 | 2                  | 99    | 5     |
| Santos            | 2012              | 7                   | 0                   | —                | —                | 0                           | 0                           | —                  | —                  | 7     | 0     |
| Santos            | 2014              | 30                  | 3                   | 5                | 2                | 1                           | 1                           | 7                  | 0                  | 43    | 6     |
| Santos            | 2015              | 29                  | 2                   | 12               | 0                | —                           | —                           | 17                 | 3                  | 58    | 5     |
| Santos            | 2016              | 21                  | 0                   | 3                | 0                | —                           | —                           | 6                  | 0                  | 30    | 0     |
| Santos            | 2017              | 28                  | 3                   | 3                | 0                | 9                           | 2                           | 6                  | 1                  | 46    | 6     |
| Santos            | 2018              | 13                  | 0                   | 1                | 0                | 6                           | 0                           | 12                 | 0                  | 32    | 0     |
| Santos            | Total             | 128                 | 8                   | 24               | 2                | 16                          | 3                           | 47                 | 4                  | 216   | 17    |
| Vitória           | 2013              | 0                   | 0                   | 0                | 0                | —                           | —                           | 8                  | 1                  | 8     | 1     |
| Vitória           | Total             | 0                   | 0                   | 0                | 0                | —                           | —                           | 8                  | 1                  | 8     | 1     |
| Sivasspor         | 2018–19           | 31                  | 3                   | 0                | 0                | —                           | —                           | —                  | —                  | 31    | 3     |
| Sivasspor         | Total             | 31                  | 3                   | 0                | 0                | —                           | —                           | —                  | —                  | 31    | 3     |
| Grêmio            | 2019              | 19                  | 2                   | 1                | 0                | 2                           | 1                           | —                  | —                  | 22    | 3     |
| Grêmio            | 2020              | 21                  | 2                   | 2                | 0                | 8                           | 0                           | 11                 | 1                  | 42    | 3     |
| Grêmio            | 2021              | 0                   | 0                   | 0                | 0                | 2                           | 1                           | 2                  | 0                  | 4     | 1     |
| Grêmio            | Total             | 40                  | 4                   | 3                | 0                | 12                          | 2                           | 13                 | 1                  | 68    | 7     |
| Fluminense        | 21/22/23/24       | 49                  | 3                   | 4                | 0                | 11                          | 0                           | 19                 | 19                 | 83    | 0     |
| Fluminense        | Total             | 49                  | 3                   | 4                | 0                | 11                          | 0                           | 19                 | 19                 | 83    | 4     |
| Total na carreira | Total na carreira | 263                 | 18                  | 35               | 3                | 42                          | 6                           | 144                | 12                 | 545   | 39    |

- a. ^ Inclui jogos da Copa do Brasil
- b. ^ Inclui jogos da Copa Sul-Americana e Copa Libertadores
- c. ^ Inclui jogos do Campeonato Paulista, Campeonato Carioca, Campeonato Baiano, Copa do Nordeste e Campeonato Gaúcho

## Títulos
Palmeiras
- Campeonato Paulista: 2008

Flamengo
- Campeonato Brasileiro: 2009
- Taça Guanabara: 2011
- Taça Rio: 2011
- Campeonato Carioca: 2011

Santos
- Recopa Sul-Americana: 2012
- Campeonato Paulista: 2015 e 2016

Vitória
- Campeonato Baiano: 2013

Grêmio
- Taça Francisco Novelletto: 2020
- Campeonato Gaúcho: 2020

Fluminense
- Taça Guanabara: 2022 e 2023
- Campeonato Carioca: 2022 e 2023
- Copa Libertadores da América: 2023
- Recopa Sul-Americana: 2024

### Prêmios individuais
- Seleção do Campeonato Paulista - Série A1: 2015[5]